# Tomasz Gertner

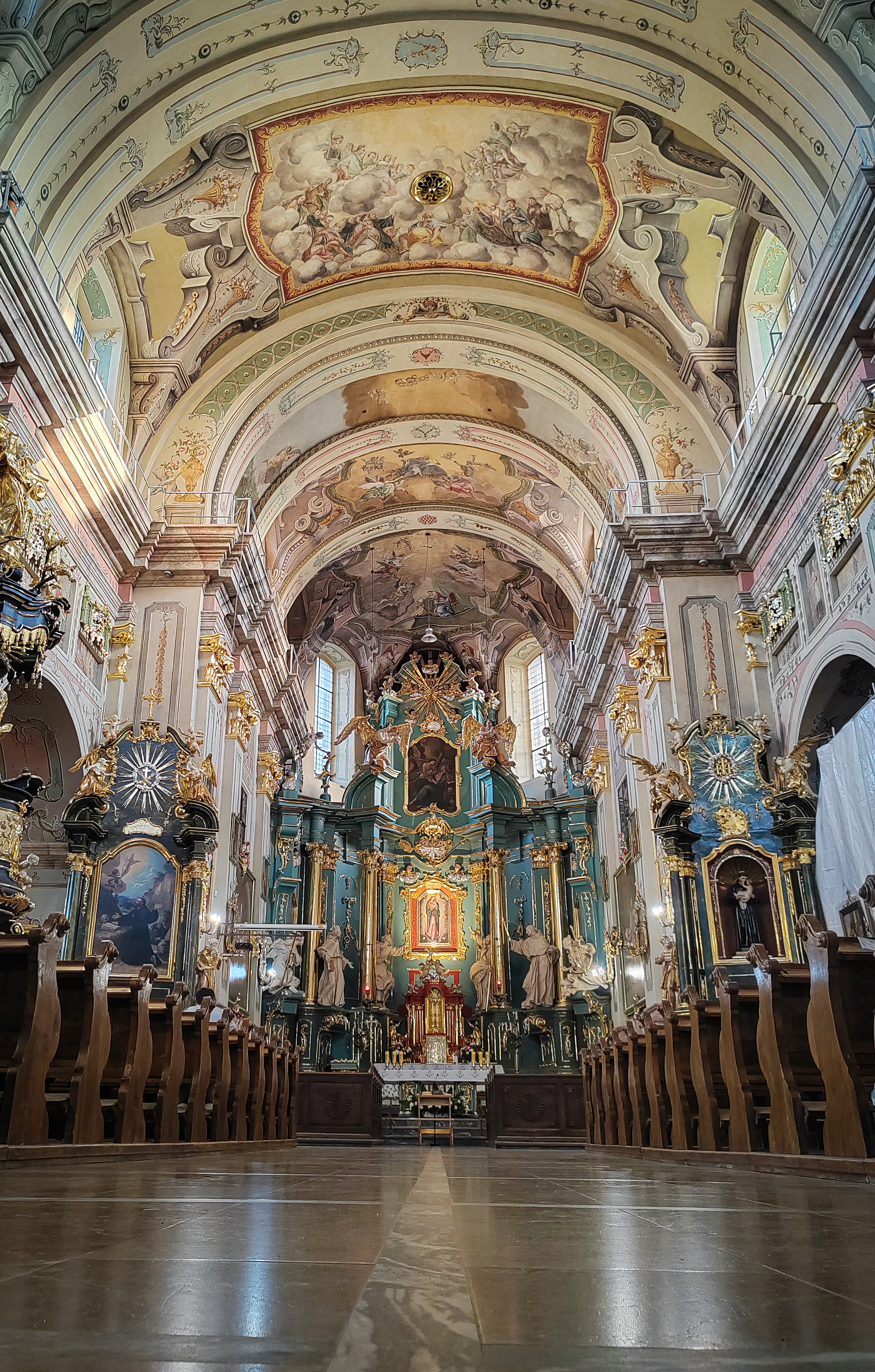
Franziskanerkirche von Przemyśl

Tomasz Gertner  (* 1743 in Lemberg; † 20. März 1812 ebenda) war ein Lemberger Maler des Spätbarocks und Rokoko deutscher Abstammung.

## Leben und Werk
Gertner lernte sein künstlerisches Handwerk bei Stanisław Stroiński, mit dem er zusammen die Fresken in der Franziskanerkirche von Przemyśl und der Pfarrkirche von Hussakiw malte. 
Sein Vater war der Lemberger Bildhauer Johann Georg Gertner (verstorben um 1759). 1772 heiratete er Anna Starzewska, mit der er zehn Kinder hatte.

## Bibliografie
- Agata Dworzak: Lwowskie środowisko artystyczne w XVIII wieku w świetle ksiąg metrykalnych i sądowych. Kraków: Wyd. Attyka, 2018, 514 s. ISBN 978-83-65644-47-3.

| Personendaten    | Personendaten                                                   |
| ---------------- | --------------------------------------------------------------- |
| NAME             | Gertner, Tomasz                                                 |
| KURZBESCHREIBUNG | Lemberger Maler des Spätbarocks und Rokoko deutscher Abstammung |
| GEBURTSDATUM     | 1743                                                            |
| GEBURTSORT       | Lemberg                                                         |
| STERBEDATUM      | 20. März 1812                                                   |
| STERBEORT        | Lemberg                                                         |